# Helophilus virgata
Helophilus virgata là một loài ruồi trong họ Ruồi giả ong (Syrphidae). Loài này được Coquillett mô tả khoa học đầu tiên năm 1898. Helophilus virgata phân bố ở vùng Cổ Bắc giới